# Johann Berenberg (Genealoge)
Johann Berenberg (* 14. April 1674 in Hamburg; † 21. November 1749 ebenda) war ein deutscher Kaufmann und Genealoge.

## Leben und Wirken
Johann Berenberg war in vierter Generation Mitglied des Hanseatengeschlechts Berenberg, das aus den Niederlanden stammte. Gemeinsam mit seinem Bruder Rudolf Berenberg (1680–1745) führte er das von Hans Berenberg gegründete Unternehmen fort, das heute als Berenberg Bank bekannt ist. Das Unternehmen firmierte zunächst als Johann und Rudolf Berenberg und, nachdem Rudolf Berenberg 1735 Mitglied des Hamburger Senats geworden war, als Johann und Herr Rudolf Berenberg. Den Namenszusatz „Herr“ wählten sie, wie seinerzeit üblich, da er Ansehen und Kreditwürdigkeit erhöhte. Die Berenbergs hatten Handelspartner in Großbritannien, Frankreich, Italien und auf der Iberischen Halbinsel. Sie machten auch im Binnenland Geschäfte. Sie boten zahlreiche unterschiedliche Waren an, darunter Baumwolle, Drogen, Gewürze, Kaffee und Korinthen, Holz und Metallwaren, Tabak und Tee, verschiedene Stoffe sowie Öl und Wachs.
Johann Berenberg gehörte ab 1718 der Commerzdeputation an und leitete sie ab 1722 als deren Präses. Er hatte insgesamt 27 Ehrenämter inne, deren Tätigkeiten er genauestens protokollierte. 1713 wurde er zum Fortifikationsbürger ernannt, ab 1714 übernahm er die Jahresverwaltung der Brunnen an der Deichstraße und auf dem Rödingsmarkt. Ab 1715 verwaltete er das Testament für Blinde von Catharina Rotenburg mit und übernahm ein Jahr später die Stelle des Provisors des Gast- und Krankenhauses. 1717 wurde er Deputierter der Hamburger Feuerkasse und Provisor des Hiobs-Hospitals. 1718 zum Kriegskommissar ernannt, betätigte er sich als Bürger im Bauhof (1723), der Admiralität (1725), Bank (1726), im Convent (1731) und im Ratsweinkeller. Er begründete einige Verwaltungszweige in Hamburg. Das Hamburger Staatsarchiv bewahrt mehrere seiner Unterlagen und Sammlungen über Rezesse, Mandate, Burspraken und Stadturkunden auf.

## Genealogische Arbeiten
Wie mehrere Berenbergs vor ihm verwaltete Johann Berenberg 1717/18 und 1733/34 die Geschäfte der Niederländischen-Armen-Casse, die sich seinerzeit um aus den Niederlanden geflohene, notleidende Personen kümmerte. Um Hilfe von der Einrichtung bekommen zu können, musste ein Nachweis der niederländischen Abstammung erbracht werden. Da die Vertreibung der Vorfahren durch Herzog Alba jedoch schon längere Zeit zurücklag und die Antragsteller gebürtige Hamburger waren, die zumeist keine Dokumente zu ihren Vorfahren hatten, gestaltete sich das Verfahren zunehmend schwierig. Johann Berenberg führte daher genealogische Forschungen zu Niederländern in Hamburg durch. Er sammelte Gedichte, die bei Hochzeiten und Begräbnissen gehalten wurden und die heute in der Commerzbibliothek aufbewahrt werden. Außerdem fertigte er Stammbäume an, zu denen er auch die entsprechenden Wappen, soweit vorhanden, festhielt. Das Original von Berenbergs Genealogien ist heute im Hamburger Staatsarchiv zu finden und als Kopie einzusehen. Es ist eine wichtige Quelle für heutige genealogische Forschungen.

## Schriften
- Johann Berenbergs Sammlung das hamburgische Commercium betreffend.
- Bestallungen, Capitulationes, Eide und Ordnungen pp. durch Johann Berenberg mit großem Fleiße gesammelt.
- Hamburgische Delinquenten von 1390 biß dato, die hingerichtet wurden, und Kriminalurtheile. 1734.